# Leopold Hellmuth
Leopold Hellmuth (* 20. Jänner 1950 in Gmunden) ist ein österreichischer Germanist.

## Leben
Hellmuth wurde am 20. Jänner 1950 in Gmunden geboren. 1968 legte er am Bundesrealgymnasium Gmunden mit Auszeichnung die Reifeprüfung ab. Er studierte ab dem Studienjahr 1969/70 Germanistik und Romanistik an der Universität Wien. 1975 wurde er zum Doktor der Philosophie promoviert. 1976 legte er mit dem Titular Mag. phil. auch die Lehramtsprüfung für Deutsch und Französisch ab. Von 1977 bis 1982 war er mit einer Forschungsarbeit in der Kommission für Altgermanistik der Österreichischen Akademie der Wissenschaften befasst, daneben studierte er Arabistik und Islamwissenschaft an der Universität Wien.
1980/81 lehrte er an der Ain-Schams-Universität in Kairo. Ab 1983 war er Universitätsassistent am Institut für Germanistik der Universität Wien. 1990 habilitierte er sich für Ältere deutsche und nordische Philologie an der Universität Wien. Ab 1997 war er außerordentlicher Professor am Institut für Germanistik der Universität Wien. In seinen Lehrveranstaltungen und Publikationen befasste er sich schwerpunktmäßig mit mittelhochdeutschen Chroniken, Reiseberichten des Spätmittelalters, Alexanderromanen sowie Fabeln und Tierepen.

## Auszeichnungen
- 1988: Kardinal-Innitzer-Förderungspreis für Geisteswissenschaften

## Schriften (Auswahl)
- Die germanische Blutsbrüderschaft. Ein typologischer und völkerkundlicher Vergleich. Wiener Arbeiten zur germanischen Altertumskunde und Philologie. Bd. 7. Halosar, Wien 1975, Edition Roter Drache, Rudolstadt 2010 (Repr.). ISBN 3-900269-03-3, ISBN 3-939459-48-8.
- Gastfreundschaft und Gastrecht bei den Germanen. (Österreichische Akademie der Wissenschaften. Sitzungsberichte der phil.-hist. Kl. Bd. 440), Wien 1984.
- Zur Entstehungszeit der Weltchronik des Jans Enikel. In: Österreich in Geschichte und Literatur, hrsg. vom Institut für Österreichkunde, Wien 1985, S. 163–170.
- „Die lustigen Nibelungen“ in Österreich. Eine Ergänzung zur Rezeptionsgeschichte des Nibelungenstoffes. In: Österreich in Geschichte und Literatur, hrsg. vom Institut für Österreichkunde, Wien 1987, S. 275–300.
- Die Assassinenlegende in der österreichischen Geschichtsdichtung des Mittelalters (Archiv für österreichische Geschichte 134), Wien 1988.